# Завод Стройтехника
ООО «Завод Стройтехника» (до 2003 г. ПТ «Стройтехника») — машиностроительное предприятие по изготовлению оборудования для производства стройматериалов методом полусухого объемного вибропрессования. Выпускается 6 видов вибропрессов серий «Рифей», «Кондор» и бетонные заводы «Рифей-Бетон».
Завод основан 26 апреля 1990 года по инициативе инженера Златоустовского машиностроительного завода Валерия Алексеевича Ростова. 
Генеральный директор — Алексей Николаевич Белов.

## История
Предприятие основано в 1990 году инженерами-ракетчиками. Открытие завода состоялось в 1992 году. 
Хронология важнейших событий:
- 1990 год — запуск первой серии вибропрессов «Рифей-04»;
- 1993 год — запущено производство вибропрессов серии «Рифей-Универсал»;
- 1998 год — начат выпуск линейки вибропрессов линейки «Рифей-05», себестоимость которой на 40% ниже предыдущей;
- 2002 год — при использовании продукции предприятия построен поселок для его работников «Красная горка»;
- 2006 год — на основе финансирования завода и пожертвований местных жителей построена Башня-колокольня с часовней Иоанна Златоуста[2][3];
- 2007 год — введен в производство комплекс «Рифей-Буран»;
- 2008 год — принято решение о строительстве филиала завода в Индии;
- 2013 год — запуск линии «Рифей-Полюс»[4];
- 2018 год — выпуск автоматического комплекса «Рифей-Прогресс».
- 2021 год — выпуск автоматической системы перевозки поддонов для комплексов «Рифей».
- 2022 год — запуск вибропресса «Рифей-Вектор»[5].

## Деятельность
Основной вид деятельности завода «Стройтехника» — выпуск современных вибропрессов «Рифей» и «Кондор», с помощью которых производятся стройматериалы: камень стеновой, плитка тротуарная, бордюр, лего-кирпич, камни разных форм и цветов. Все они применяются в городской среде при строительстве жилых домов и укладки тротуаров.
Вибропрессы данных серий работают в различном диапазоне высот формовки изделий и снижают расход цемента.
Бетонные заводы серии «Рифей-Бетон» имеют производительность от 15 до 72 кубометров товарного бетона в час при коротком цикле производства.

## Виды выпускаемой продукции
В настоящее время на предприятии производят:
- вибропрессы;
- бетонные заводы;
- бетоносмесители;
- конвейеры;
- дозаторы.

В географию поставок продукции входят все регионы Российской Федерации и Ближнее зарубежье: Беларусь, Украина, Казахстан, Киргизстан, Латвия, Молдавия.
Вибропрессы завода «Стройтехника» применяются в строительстве жилых домов в России, а также использовались для восстановления разрушенной Чечни. С момента основания предприятия было поставлено более 4 тысяч вибропрессов.

## Общественная жизнь
Губернатор Челябинской области Борис Дубровский посетил завод с рабочим визитом в декабре 2015 г., отметив неплохую динамику развития предприятия. Глава Златоустовского городского округа Вячеслав Жилин посетил завод «Стройтехника», где состоялись презентация нового оборудования и торжественный митинг в честь 28-летия предприятия.
Участие в международной выставке строительной техники Bauma CTT RUSSIA-2019 в качестве одного из участников мероприятия. По словам генерального директора предприятия Алексея Белова: «Стройтехника участвует в этой выставке ежегодно на протяжении 10 лет».
Ежегодные пожертвования в благотворительную деятельность фонда «Доброе сердце» вносят крупные промышленные предприятия г. Златоуст, среди которых было отмечено предприятие Стройтехника. Также является социальным партнером учебного заведения ГБПОУ Златоустовский индустриальный колледж им. П. П. Аносова.
В Златоусте состоялся первый турнир по стритболу и турнир по водному поло памяти почетного гражданина города Валерия Алексеевича Ростова, основателя и руководителя Златоустовского завода «Стройтехника».
Южно-Уральская Торгово-промышленная палата провела очередной выездной Совет, на площадке Завода Стройтехника в Златоусте. Центральной темой заседания стал вопрос диверсификации, импортозамещения и эффективного взаимодействия компаний МСП с предприятиями ОПК.